# Die Brautprinzessin
Die Brautprinzessin (Originaltitel: The Princess Bride) ist der Titel eines 1973 erschienenen Buchs von William Goldman, in dem er vorgibt, das Buch nicht selbst verfasst, sondern nur gekürzt und bearbeitet zu haben. Das Original habe den Untertitel S. Morgensterns klassische Erzählung von wahrer Liebe und edlen Abenteuern. Es handelt sich bei dem Buch um ein modernes, komödiantisches Märchen an der Grenze zur Persiflage. Das Buch wurde 1987 verfilmt, im Deutschen mit dem geänderten Titel Die Braut des Prinzen.

## Inhalt
Der Inhalt dreht sich rund um das fiktive Buch Die Brautprinzessin – S. Morgensterns klassische Erzählung von wahrer Liebe und edlen Abenteuern. Zu Beginn erzählt Goldman in autobiografischer Form von seinen ersten angeblichen Kontakten mit dem Buch als zehnjähriger, am Lesen völlig uninteressierter Junge. Anschließend wird erzählt, wie Goldman für seinen Sohn die Geschichte auf die im Folgenden zu lesende Fassung kürzt.
Diese gekürzte Fassung des Buches ist die eigentliche Handlung, ein Märchen mit Prinz, Prinzessin, Wunderheiler und Kämpfern, in der sich Goldman immer wieder in kleinen Einlassungen zu Wort meldet und erklärt, welche Textstellen er aus welchem Grund gestrichen habe.
Grundsätzlich deckt sich die Handlung mit der des Films, sodass hier auf eine wiederholte Beschreibung verzichtet wird. Durch die – zum Teil bissigen – Kommentare, die Goldman immer wieder einfügt, ist die Sichtweise des Buches auf die „romantische Liebesgeschichte“ zwischen Butterblume und Westley allerdings erheblich pessimistischer. So endet zwar auch das Buch mit einem (vorläufigen) Happy End, doch die Prognose, die Goldman für seine Helden aufstellt, ist alles andere als rosig.

## Fortsetzung: Butterblumes Baby
Einige Neuauflagen des Romans (so auch die unten referenzierte deutsche Ausgabe von 2003) enthalten das erste Kapitel des angeblich ebenfalls aus der Feder S. Morgensterns stammenden Romans Butterblumes Baby, in dem die Handlung fortgesetzt wird. Darin wird Waverly, das Kind Westleys und Butterblumes, im Auftrag des Prinzen Humperdinck entführt. Goldman leitet dieses Kapitel mit einer (fiktiven) Erklärung ein, der zufolge die Übersetzung der vollständigen Version des florinesischen Werkes von Stephen King hätte geschrieben werden sollen. King habe Goldman die Übersetzung des ersten Kapitels trotz rechtlicher Schwierigkeiten mit den Erben S. Morgensterns aus Freundlichkeit überlassen.
Goldman schrieb keine weiteren Kapitel mehr.

## Verfilmung
In der Verfilmung Die Braut des Prinzen von Rob Reiner liest Peter Falk als Großvater seinem Enkel das Buch vor. Im Film fehlen jedoch die persiflierenden Textpassagen, in denen Goldman erklärt, warum er hier Kürzungen vorgenommen hat.

## Hörbuch
Es gibt auch ein deutsches Hörbuch, in dem Goldmans kompletter Originaltext vorgelesen wird. Bela B. liest Goldmans Kommentare und Jochen Malmsheimer den fiktiven Morgenstern-Text.